# Porizon argyresthiae
Porizon argyresthiae är en stekelart som först beskrevs av Sievert Allen Rohwer 1917.  Porizon argyresthiae ingår i släktet Porizon och familjen brokparasitsteklar. Inga underarter finns listade i Catalogue of Life.